# Han Chae-ah

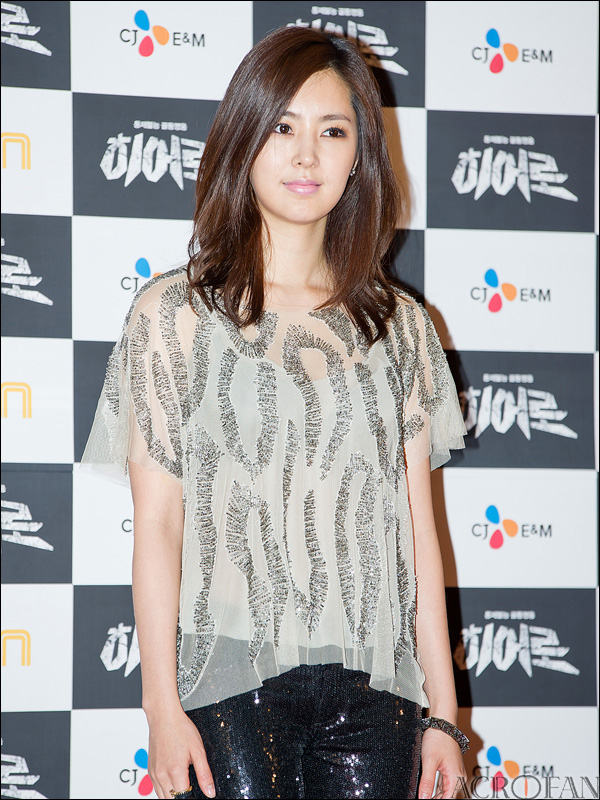
Han Chae-ah nel marzo 2012.

Han Chae-ah, nata Kim Kyung-ha (Pusan, 24 marzo 1984), è un'attrice sudcoreana.

## Biografia
Nata a Pusan il 24 marzo 1984, Han Chae-ah intraprende la carriera di attrice nel 2006. È nota per la sua partecipazione a Mi-rae-ui seontaek (2013) e Part Time Spy (2017).